# HK Uralskij Trubnik
HK Uralskij Trubnik, bildad 1937, är en bandyklubb i Pervouralsk i Ryssland, som spelar i den ryska högstadivisionen. 1959 debuterade man i den sovjetiska högstadivisionen. Under några säsonger var man varit enda laget i högsta serien utan konstis. 2018 beslutades bygget av en hall.